# شی کی‌ین
شی کی‌ین (انگلیسی: Shih Kien; ۱ ژانویهٔ ۱۹۱۳ – ۳ ژوئن ۲۰۰۹) رزمی‌کار و بازیگر اهل هنگ کنگ بود.
از فیلم‌ها یا برنامه‌های تلویزیونی که وی در آن نقش داشته است، می‌توان به اژدها وارد می‌شود، کارآگاهان خصوصی، استاد جوان، هنگ کنگ ۱۹۴۱ و روزی روزگاری در چین اشاره کرد.